# میر فرخ هاشمیان
میر فرخ هاشمیان (١٠ آذر ۱۳۶۵) در تهران بازیگر اهل ایران است. او در نقش علی با فیلم سینمایی بچه‌های آسمان به شهرت جهانی رسید.
عکس وی در نقش علی در کتاب درسی ادبیات فارسی مقطع دوم متوسطه به چاپ رسیده‌است هاشمیان بعد از ناکامی فیلم بچه‌های آسمان در هفتاد و یکمین دوره جوایز اسکار از دنیای بازیگری دور شد اما توانست بعد از ۱۶ سال دوری با بازی در سریال کیمیا به کارگردانی جواد افشار به دنیای بازیگری بازگردد. او بعد از سال‌ها دوری از عرصه بازیگری دوره آزاد بازیگری راهم گذرانده‌است. وی در سال ۱۳۷۶ (جشن حافظ) برنده (جایزه ویژه هیئت داوران) شده‌است  .

## بازیگری
- آخر خط ( مینی سریال تلویزیونی ۱۳۹۸ )
- کیمیا (مجموعه تلویزیونی) (۱۳۹۲)
- بچه‌های آسمان (۱۳۷۵) ساخته مجید مجیدی و نامزد اسکار بهترین فیلم خارجی زبان
- بیداری (۱۳۹۳) ساخته سیدمحسن یوسفی و برنده جایزه بهترین فیلم فستیوال کودک اصفهان
- سریال نمایش خانگی بازنده (۱۴۰۲)